# Escola Técnica Estadual (São Paulo)
As Escolas Técnicas Estaduais (ETECs) são instituições de ensino médio e técnico públicas estaduais brasileiras, pertencentes ao Centro Estadual de Educação Tecnológica Paula Souza (CEETEPS), autarquia da Secretaria de Desenvolvimento Econômico, Ciência e Tecnologia (SDECTI) do estado de São Paulo.

## História
Na década de 1960 houve reuniões entre o Conselho Educacional para a criação de instituições que atendessem à necessidade do acompanhamento profissional e expansão industrial de São Paulo. A partir de 1967, quando Roberto Costa de Abreu Sodré assumiu o governo do estado, foi que a ideia de se criarem escolas técnicas foi se tornando cada vez mais concreta. Em 6 de outubro de 1969, o Centro Paula Souza iniciou suas atividades. Atualmente são 198 escolas, que ministram ensino médio e técnico em 150 municípios do estado. As ETEC estão entre as melhores escolas públicas do Brasil.

## Unidades
As Etecs estão distribuídas em 156 municípios paulistas, como o total de 212 Etecs no Estado de São Paulo. Abaixo a lista das Etecs existentes divididas por regiões administrativas.
- ETEC Albert Einstein (Casa Verde)
- ETEC Professor Aprígio Gonzaga (Penha)
- ETEC São Paulo (Bom Retiro)
- ETEC Abdias do Nascimento (Morumbi)
- ETEC Arthur Alvim (Artur Alvim)
- ETEC Carlos de Campos (Brás)
- ETEC CEPAM (Butantã)
- ETEC Cidade Tiradentes (Cidade Tiradentes)
- ETEC de Artes (Santana (distrito de São Paulo)
- ETEC de Esportes Curt Walter Otto Baumgart (Parque Novo Mundo)
- ETEC de Guaianases (Guaianases)
- ETEC Arquiteto Ruy Ohtake (Heliópolis)
- ETEC Irmã Agostina (Cidade Dutra)
- ETEC de Itaquera (Itaquera)
- ETEC Professora Doutora Doroti Quiomi Kanashiro Toyohara (Pirituba)
- ETEC de Sapopemba (Sapopemba)
- ETEC de Tiquatira (Cangaíba/Penha)
- ETEC de Vila Formosa(Vila Formosa)
- ETEC Dra Maria Augusta Saraiva (Bela Vista)
- ETEC Getúlio Vargas (Ipiranga)
- ETEC Gildo Marçal Bezerra Brandão (Perus)
- ETEC Guaracy Silveira (Pinheiros)
- ETEC Jardim Ângela (Jardim Ângela)
- ETEC Jaraguá (Jaraguá)
- ETEC Jornalista Roberto Marinho (Brooklin Paulista)
- ETEC José Rocha Mendes (Vila Prudente)
- ETEC Mandaqui (Mandaqui)
- ETEC Martin Luther King (Tatuapé)
- ETEC Parque Belém (Parque Belém)
- ETEC Parque da Juventude (Santana)
- ETEC Parque Santo Antonio (Vila Formosa)
- ETEC Paulistano (Freguesia do Ó)
- ETEC Prof Camargo Aranha (Mooca)
- ETEC Prof Aprígio Gonzaga (Penha)
- ETEC Prof Basilides de Godoy (Vila Leopoldina)
- ETEC Prof Horácio Augusto da Silveira (Vila Guilherme)
- ETEC Raposo Tavares (Raposo Tavares)
- ETEC São Mateus(São Mateus)
- ETEC Sebrae (Campos Elíseos)
- ETEC Takashi Morita (Santo Amaro)
- ETEC Uirapuru (Jardim Paulo VI)
- ETEC Vila Madalena (Vila Madalena)
- ETEC Zona Leste (Cidade A. E. Carvalho)
- ETEC Zona Sul (Jardim São Luís)

- ETEC Sebastiana Augusta de Moraes (Andradina)
- ETEC de Araçatuba (Araçatuba)
- ETEC Doutor Renato Cordeiro (Birigüi)
- ETEC de Ilha Solteira (Ilha Solteira)
- ETEC João Jorge Geraissate (Penápolis)

- ETEC Coronel Rafael Brandão (Barretos)
- ETEC Professor Idio Zucchi (Bebedouro)
- ETEC de Olímpia (Olímpia)

- ETEC Comendador João Rays (Barra Bonita)
- ETEC Rodrigues de Abreu (Bauru)
- ETEC Doutor Domingos Minicucci Filho (Botucatu)
- ETEC Astor de Mattos Carvalho (Cabrália Paulista)
- ETEC Professora Helcy Moreira Martins Aguiar (Cafelândia)
- ETEC Joaquim Ferreira do Amaral (Jaú)
- ETEC Professor Urias Ferreira (Jaú)
- ETEC de Lençóis Paulista (Lençóis Paulista)
- ETEC de Lins (Lins)
- ETEC Dona Sebastiana de Barros (São Manuel)

- ETEC de Aguaí (Aguaí)
- ETEC Polivalente de Americana (Americana)
- ETEC João Belarmino (Amparo)
- ETEC Prefeito Alberto Feres (Araras)
- ETEC Professor Carmine Biagio Tundisi (Atibaia)
- ETEC Bento Quirino (Campinas)
- ETEC Conselheiro Antonio Prado (Campinas)
- ETEC de Campo Limpo Paulista (Campo Limpo Paulista)
- ETEC Doutor Francisco Nogueira de Lima (Casa Branca)
- ETEC Doutor Carolino da Mota e Silva (Espírito Santo do Pinhal)
- ETEC de Hortolândia (Hortolândia)
- ETEC João Maria Stevanatto (Itapira)
- ETEC Rosa Perrone Scavone (Itatiba)
- ETEC Benedito Storani (Jundiaí)
- ETEC Vasco Antônio Venchiarutti (Jundiaí)
- ETEC Francisco Garcia (Mococa)
- ETEC João Baptista de Lima Figueiredo (Mococa)
- ETEC Prof Dr Jose Dagnoni (Santa Bárbara d'Oeste)
- ETEC Euro Albino de Souza (Mogi Guaçu)
- ETEC Pedro Ferreira Alves (Mogi Mirim)
- ETEC de Monte Mor (Monte Mor)
- ETEC de Nova Odessa (Nova Odessa)
- ETEC Cel. Fernando Febeliano da Costa (Piracicaba)
- ETEC Dep. Ary de Camargo Pedroso (Piracicaba)
- ETEC Tenente Aviador Gustavo Klug (Pirassununga)
- ETEC de São José do Rio Pardo (São José do Rio Pardo)
- ETEC Gustavo Teixeira (São Pedro)

- ETEC Professora Anna de Oliveira Ferraz (Araraquara)
- ETEC de Ibaté (Ibaté)
- ETEC de Ibitinga (Ibitinga)
- ETEC Sylvio de Mattos Carvalho (Matão)
- ETEC  Professor Jadyr Salles (Porto Ferreira)
- ETEC Manoel dos Reis Araújo (Santa Rita do Passa Quatro)
- Escola Técnica Estadual Paulino Botelho|ETEC Paulino Botelho (São Carlos)
- ETEC Doutor Adail Nunes da Silva (Taquaritinga)

- ETEC Antonio de Pádua Cardoso (Batatais)
- ETEC Doutor Júlio Cardoso (Franca)
- ETEC Professor Carmelino Corrêa Júnior (Franca)
- ETEC Antonio Junqueira da Veiga (Igarapava)
- ETEC Professor José Ignácio Azevedo Filho (Ituverava)
- ETEC Laurindo Alves de Queiroz (Miguelópolis)
- ETEC Professor Alcídio de Souza Prado (Orlândia)
- ETEC Pedro Badran (São Joaquim da Barra)

- ETEC Pedro d'Arcádia Neto (Assis)
- ETEC Professor Luiz Pires Barbosa (Cândido Mota)
- ETEC Deputado Paulo Ornellas C. de Barros (Garça)
- ETEC Monsenhor Antônio Magliano (Garça)
- ETEC Professor Pedro Leme Brisolla Sobrinho (Ipaussu)
- ETEC Antônio Devisate (Marília)
- ETEC Jacinto Ferreira de Sá (Ourinhos)
- ETEC Professor Mário Antonio Verza (Palmital)
- ETEC Augusto Tortolero Araújo (Paraguaçu Paulista)
- ETEC Doutor Luiz César Couto (Quatá)
- ETEC Orlando Quagliato (Santa Cruz do Rio Pardo)
- ETEC Professor Massuyuki Kawano (Tupã)
- ETEC Paulo Guerreiro Franco (Vera Cruz)

- ETEC Profª Luzia Maria Machado (Arujá)
- ETEC Antônio Furlan (Barueri)
- ETEC Paulo do Carmo Monteiro (Caieiras)
- ETEC Gino Rezaghi (Cajamar)
- ETEC de Carapicuíba (Carapicuíba)
- ETEC de Cotia (Cotia)
- ETEC Juscelino Kubitschek de Oliveira (Diadema)
- ETEC de Embu (Embu das Artes)
- ETEC de Ferraz de Vasconcelos (Ferraz de Vasconcelos)
- ETEC de Francisco Morato (Francisco Morato)
- ETEC Dr. Emílio Hernandez Aguilar (Franco da Rocha)
- ETEC de Guarulhos (Guarulhos)
- ETEC de Itapevi (Itapevi)
- ETEC de Itaquaquecetuba (Itaquaquecetuba)
- ETEC Prefeito Braz Paschoalin (Jandira)
- ETEC de Mairiporã (Mairiporã)
- ETEC de Mauá (Mauá)
- ETEC Presidente Vargas (Mogi das Cruzes)
- ETEC Prof. André Bogasian (Osasco)
- ETEC Dr. Celso Giglio (Osasco)
- ETEC de Poá (Poá)
- ETEC Profª Maria Cristina Medeiros (Ribeirão Pires)
- ETEC de Rio Grande da Serra (Rio Grande da Serra)
- ETEC de Santa Isabel (Santa Isabel)
- ETEC Bartolomeu Bueno da Silva - Anhanguera (Santana de Parnaíba)
- ETEC Profª Ermelinda Giannini Teixeira (Santana de Parnaíba)
- ETEC Júlio de Mesquita (Santo André)
- ETEC Lauro Gomes (São Bernardo do Campo)
- ETEC Jorge Street (São Caetano do Sul)
- ETEC de Suzano (Suzano)
- ETEC de Taboão da Serra (Taboão da Serra)

- ETEC Engenheiro Herval Bellusci (Adamantina)
- ETEC Professor Eudécio Luís Vicente (Adamantina)
- ETEC Professora Carmelina Barbosa (Dracena)
- ETEC Doutor Antônio E. de Toledo (Presidente Prudente)
- ETEC Professor Adolpho Arruda Mello (Presidente Prudente)
- ETEC de Presidente Venceslau (Presidente Venceslau)
- ETEC Amim Jundi (Osvaldo Cruz)
- ETEC Deputado Francisco Franco (Rancharia)
- ETEC Professora Nair Luccas Ribeiro (Teodoro Sampaio)

- ETEC Bento Carlos Botelho do Amaral (Guariba)
- ETEC Alcides Cestari (Monte Alto)
- ETEC José Martimiano da Silva (Ribeirão Preto)
- ETEC de Santa Rosa de Viterbo (Santa Rosa de Viterbo)
- ETEC Professor Francisco dos Santos (São Simão)
- ETEC Ângelo Cavalheiro (Serrana)

- ETEC de Caraguatatuba (Caraguatatuba)
- ETEC de Cubatão (Cubatão)
- ETEC Alberto Santos Dumont (Guarujá)
- ETEC Engenheiro Agrônomo Narciso de Medeiros (Iguape)
- ETEC de Itanhaém (Itanhaém)
- ETEC Adolpho Berezin (Mongaguá)
- ETEC de Praia Grande (Praia Grande)
- ETEC de Peruíbe (Peruíbe)
- ETEC de Registro (Registro)
- ETEC Aristóteles Ferreira (Santos)
- ETEC Dona Escolástica Rosa (Santos)
- ETEC Doutora Ruth Cardoso (São Vicente)
- ETEC de São Sebastião (São Sebastião)

- ETEC Elias Nechar (Catanduva)
- ETEC de Fernandópolis (Fernandópolis)
- ETEC Doutor José Luís Viana Coutinho (Jales)
- ETEC Professor Mateus Leite de Abreu (Mirassol)
- ETEC Padre José Nunes Dias (Monte Aprazível)
- ETEC Professora Marines Teodoro de Freitas Almeida (Novo Horizonte)
- ETEC Philadelpho Gouvea Netto (São José do Rio Preto)
- ETEC Santa Fé do Sul (Santa Fé do Sul)
- ETEC Frei Arnaldo Maria de Itaporanga (Votuporanga)

- ETEC Machado de Assis (Caçapava)
- ETEC Professor Marcos Uchôas dos Santos Penchel (Cachoeira Paulista)
- ETEC de Caraguatatuba (Caraguatatuba)
- ETEC Professor José Santana de Castro (Cruzeiro)
- ETEC Professor Alfredo de Barros Santos (Guaratinguetá)
- ETEC Cônego José Bento  (Jacareí)
- ETEC Padre Carlos Leôncio da Silva (Lorena)
- ETEC João Gomes de Araújo (Pindamonhangaba)
- ETEC São José dos Campos (São José dos Campos)
- ETEC de São Sebastião (São Sebastião)
- ETEC Doutor Geraldo José Rodrigues Alckmin (Taubaté)

- ETEC de Apiaí (Apiaí)
- ETEC Professor Fausto Mazzola (Avaré)
- ETEC Doutor Celso Charuri (Capão Bonito)
- ETEC de Capivari (Capivari)
- ETEC Prefeito José Esteves (Cerqueira César)
- ETEC de Cerquilho (Cerquilho)
- ETEC de Itararé (Itararé)
- ETEC Professor Edson Galvão (Itapetininga)
- ETEC Doutor Demétrio Azevedo Júnior (Itapeva)
- ETEC Martinho Di Ciero (Itu)
- ETEC de Mairinque (Mairinque)
- ETEC de Piedade (Piedade)
- ETEC de Porto Feliz (Porto Feliz)
- ETEC Waldir Duron Junior (Piraju)
- ETEC Fernando Prestes (Sorocaba)
- ETEC Rubens de Faria e Souza (Sorocaba)
- ETEC Parada do Alto (Sorocaba)
- ETEC de São Roque (São Roque)
- ETEC Profª Terezinha Monteiro dos Santos (Taquarituba)
- ETEC Doutor Dario Pacheco Pedroso  (Taquarivaí)
- ETEC Sales Gomes (Tatuí)
- ETEC Doutor Nelson Alves Vianna (Tietê)
- ETEC de Votorantim (Votorantim)
- ETEC Darcy Pereira de Moraes (Itapetininga)

## Extensões das Etecs
O Centro Paula Souza mantém uma parceria com a Secretaria de Estado de Educação e as Secretarias Municipais de Educação dos municípios paulistas para oferecer cursos técnicos em salas de aulas que não estão em uso em Escolas Estaduais e Escolas Municipais no período noturno.

## Processo Seletivo
Para ingressar numa Etec, o candidato deve passar por um vestibulinho, processo seletivo aplicado para quem pretende estudar em Escolas Técnicas Estaduais. As Etecs possuem o "Sistema de Pontuação Acrescida", no qual os candidatos que se declararem afro–descendentes recebem 3% de bônus sobre a nota, e aqueles que cursaram o ensino fundamental integralmente em escola pública ganham 10%, percentuais que são cumulativos.

## Etecs no Enem
Tradicionalmente, os alunos de Etecs têm desempenho destacado no Exame Nacional do Ensino Médio (Enem). Resultados divulgados em 2011 pelo Ministério da Educação, referentes à última prova, realizada em 2009, apontam que, entre as 50 escolas públicas estaduais do Brasil com melhor pontuação, 34 são Etecs. Das 50 melhores escolas públicas paulistas, 41 são Etecs. Das 50 escolas estaduais mais bem classificadas no Estado de São Paulo, 44 são Etecs. A Etec de São Paulo (Etesp) é a melhor escola estadual paulista. No ranking nacional, é a 2ª entre as estaduais e na capital, está em 17º lugar entre públicas e privadas, à frente de colégios particulares tradicionais.
Na capital, das 10 escolas públicas com melhor pontuação, 9 são Etecs. Das 89 Etecs que participaram do Enem, 11 ficaram em primeiro lugar em seus municípios, entre públicas e privadas.